# Leptodactylus discodactylus
Espèce
Synonymes
- Leptodactylus nigrescens Andersson, 1945
- Vanzolinius discodactylus (Boulenger, 1884)

Statut de conservation UICN

 LC  : Préoccupation mineure
Leptodactylus discodactylus est une espèce d'amphibiens de la famille des Leptodactylidae.

## Répartition
Cette espèce se rencontre de 100 à 1 150 m d'altitude dans le haut bassin de l'Amazone :
- en Colombie ;
- en Équateur ;
- au Pérou ;
- au Brésil dans les États d'Acre et d'Amazonas.

## Étymologie
Le nom spécifique discodactylus vient du grec diskos, le disque, et de daktylos, le doigt, en référence à l'aspect des doigts de cette espèce.

## Publication originale
- (en) Boulenger, 1884 "1883" : On a Collection of Frogs from Yurimaguas, Huallaga River, Northern Peru. Proceedings of the Zoological Society of London, vol. 1883, no 4, p. 635-638 (texte intégral).